# Evelyn Venable
Evelyn Venable (18 de octubre de 1913 – 15 de noviembre de 1993) fue una actriz estadounidense quizas mejor conocida por su papel como Grazia en la película de 1934 Death Takes a Holiday. Además de actuar en alrededor de dos docenas de películas durante las décadas de 1930 y 1940, también fue la voz y el modelo para el Hada azul en Pinocchio (1940) de Walt Disney. Es una de las mujeres que se ha sugerido que sirvió de modelo para la personificación de Columbia en el logotipo de Columbia Pictures que se utilizó entre 1928 y 1936.
Por su trabajo en el cine, Venable tiene una estrella en el Paseo de la Fama de Hollywood, en el 1500 Vine Street.

## Vida y carrera
Venable nació el 18 de octubre de 1913 en Cincinnati, Ohio, hija única de Emerson Venable y Dolores Venable (de soltera Compton). Se graduó en el Walnut Hills High School (promoción de 1930), donde su padre y su abuelo William Henry Venable impartían clases de inglés. Actuó en varias obras de teatro en Walnut Hills, como Julieta en Romeo y Julieta, la Niña de los Sueños en Dear Brutus y Rosalinda en As You Like It. Asistió al Vassar College durante un breve periodo de tiempo, y luego regresó a la Universidad de Cincinnati. Actuó en las producciones itinerantes de Walter Hampden, incluyendo Roxane en Cyrano de Bergerac y Ofelia en Hamlet.

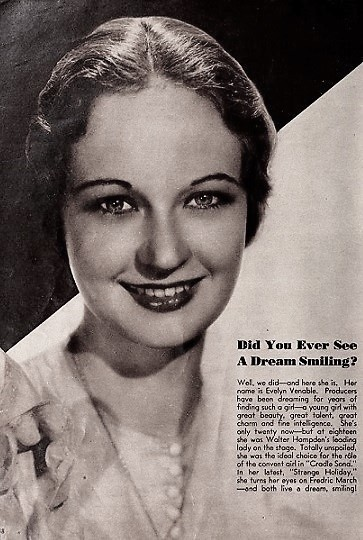
Venable en Movie Classic Magazine, junio de 1934

Durante una actuación en Los Ángeles, fue reconocida y le ofrecieron varios contratos cinematográficos. Tras rechazar inicialmente las ofertas, firmó un contrato con Paramount en 1932. Su contrato era único, ya que no tenía que cortarse el pelo, posar para dibujos de piernas ni actuar en papeles secundarios. Surgió una historia apócrifa, creída durante mucho tiempo, de que su padre le había prohibido participar en escenas de besos en sus películas y, aunque finalmente se demostró que era falsa, no tiene ninguna escena de besos en sus películas más memorables. Interpretó el papel principal o secundario en una serie de películas en la década de 1930 y afirmó ser el modelo original del logotipo de Columbia Pictures, pero el estudio nunca lo ha confirmado.

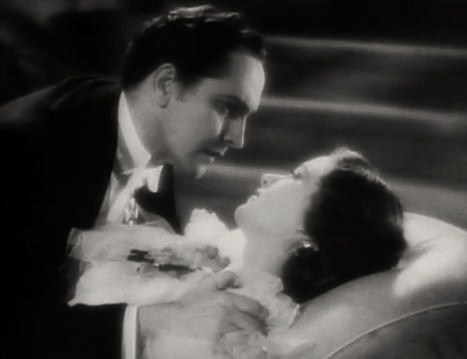
Fredric March y Evelyn Venable en Death Takes a Holiday (1934)

Conoció al director de fotografía Hal Mohr en el rodaje de la película de Will Rogers David Harum (1934). El primer día de rodaje discutieron por su maquillaje, al día siguiente se pidieron perdón mutuamente y, al final de la semana, Mohr le pidió matrimonio. Venable insistió en que esperaran un año para casarse porque temía un divorcio al estilo de Hollywood. Se casaron el 7 de diciembre de 1934 y tuvieron dos hijas, Dolores y Rosalia. Eran vegetarianos.
Venable prestó su voz al Hada azul en la película de Walt Disney Pinocchio, de 1940.
En 1943, Venable se retiró de la actuación, reanudó sus estudios en la UCLA y se convirtió en miembro del cuerpo docente, enseñando griego antiguo y latín y organizando la producción de obras de teatro griegas dentro del departamento de Classics.
Su esposo, Hal Mohr, falleció en 1974. Ella murió de cáncer en Coeur d'Alene, Idaho, el 15 de noviembre de 1993, a los 80 años.

## Filmografía parcial
- Cradle Song (1933) como Teresa
- David Harum (1934) como Ann Madison
- Death Takes a Holiday (1934) como Grazia
- Double Door (1934) como Anne Darrow
- Mrs. Wiggs of the Cabbage Patch (1934) como Lucy Olcott
- The County Chairman (1935) como Lucy Rigby
- The Little Colonel (1935) como Elizabeth
- Vagabond Lady (1935) como Miss Josephine 'Jo' Spiggins
- Alice Adams (1935) como Mildred Palmer
- Harmony Lane (1935) como Susan Pentland
- Streamline Express (1935) como Patricia Wallace
- Star for a Night (1936) como Anna Lind
- North of Nome (1936) como Camilla Bridle
- Happy Go Lucky (1936) como Mary Gorham
- Racketeers in Exile (1937) como Myrtle Thornton
- My Old Kentucky Home (1938) como Lisbeth Calvert
- Hollywood Stadium Mystery (1938) como Pauline Ward
- Female Fugitive (1938) como Peggy Mallory, aka Ann Williams
- The Headleys at Home (1938) como Pamela Headley
- The Frontiersmen (1938) como June Lake
- Heritage of the Desert (1939) como Miriam Naab
- Pinocchio (1940) como el Hada azul (voz, sin acreditar)
- Lucky Cisco Kid (1940) como Emily Lawrence
- He Hired the Boss (1943) como Emily Conway
- Get It (1943)
- Uncivil War Birds (1946) como Beverly (sin acreditar)
- Fright Night (1947) como Julia Seds (sin acreditar)